# (15672) Sato-Norio
(15672) Sato-Norio est un astéroïde de la ceinture principale.

## Description
(15672) Sato-Norio est un astéroïde de la ceinture principale. Il fut découvert le 12 mars 1977 à Kiso par Hiroki Kosai et Kiichiro Hurukawa. Il présente une orbite caractérisée par un demi-grand axe de 2,42 UA, une excentricité de 0,14 et une inclinaison de 2,3° par rapport à l'écliptique.

## Compléments